# Felix Oschmautz
Felix Oschmautz (Maria Saal, 18 de julio de 1999) es un deportista austríaco que compite en piragüismo en la modalidad de eslalon.
En los Juegos Europeos de Cracovia 2023 consiguió una medalla de plata en la prueba de K1 cross.  Ganó tres medallas en el Campeonato Europeo de Piragüismo en Eslalon, en los años 2022 y 2024.
Participó en dos Juegos Olímpicos de Verano, en los años 2020 y 2024, ocupando el cuarto lugar en Tokio 2020, en la prueba de K1 individual.
Fue el abanderado de Austria en la ceremonia de apertura de los Juegos Olímpicos de París 2024 junto con la judoka Michaela Polleres.

## Palmarés internacional
| Juegos Europeos    | Juegos Europeos                | Juegos Europeos   | Juegos Europeos |
| Año                | Lugar                          | Medalla           | Competición     |
| ------------------ | ------------------------------ | ----------------- | --------------- |
| 2023               | Cracovia (Polonia)             | Medalla de plata  | K1 cross        |
| Campeonato Europeo |                                |                   |                 |
| Año                | Lugar                          | Medalla           | Competición     |
| 2022               | Liptovský Mikuláš (Eslovaquia) | Medalla de bronce | K1 individual   |
| 2022               | Liptovský Mikuláš (Eslovaquia) | Medalla de bronce | K1 extremo      |
| 2024               | Tacen (Eslovenia)              | Medalla de plata  | K1 por equipos  |